# Ctenichneumon tristator
Ctenichneumon tristator là một loài tò vò trong họ Ichneumonidae.